# نوروز بلاغي
نوروز بلاغي هي قرية في مقاطعة أرومية، إيران. يقدر عدد سكانها بـ 0 نسمة بحسب إحصاء 2016.